# Épopée nationale
 (novembre 2023).
Si vous disposez d'ouvrages ou d'articles de référence ou si vous connaissez des sites web de qualité traitant du thème abordé ici, merci de compléter l'article en donnant les références utiles à sa vérifiabilité et en les liant à la section « Notes et références ».

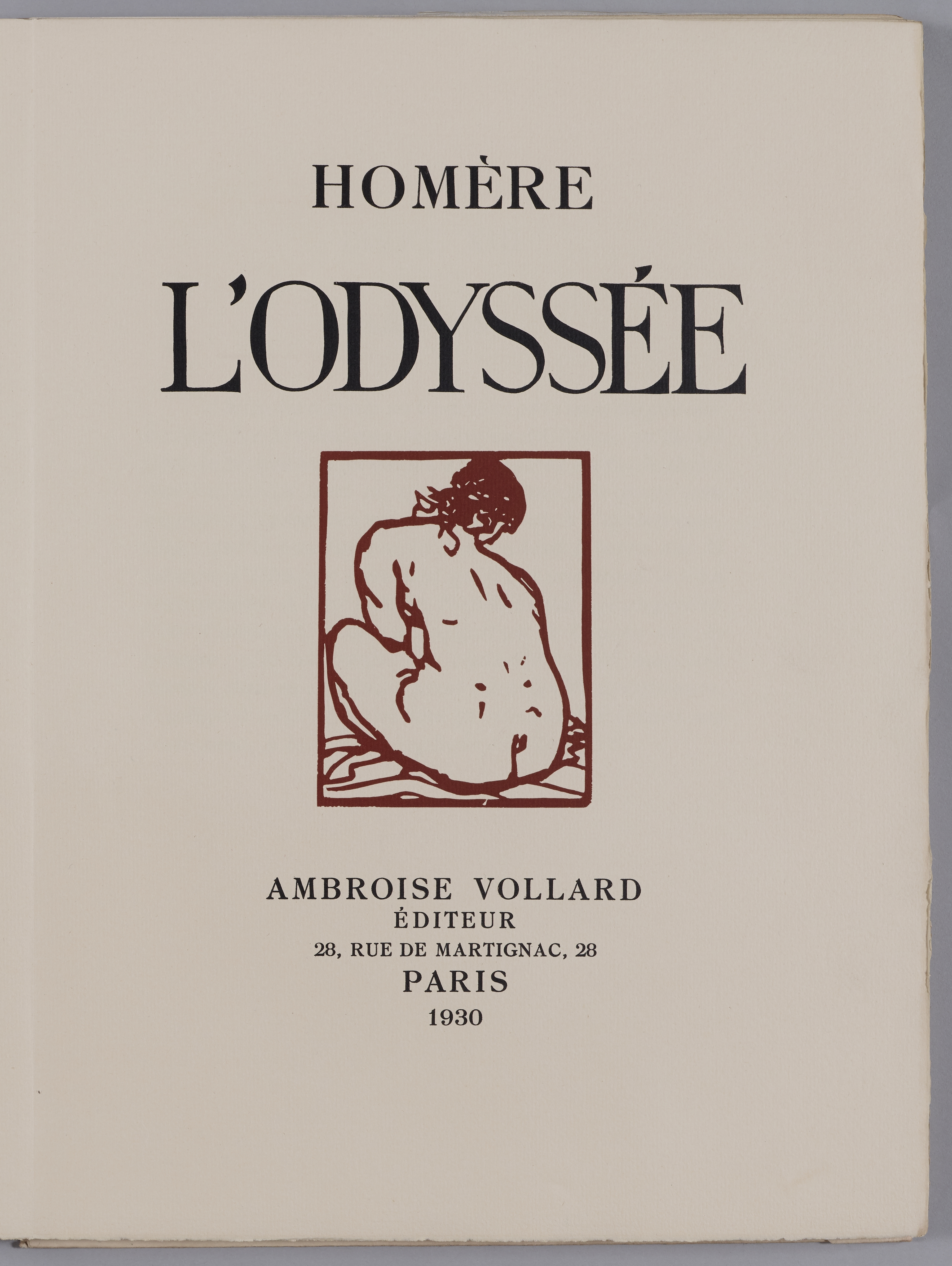
Édition de L'Odyssée en français, datant de 1930 et illustrée par Émile Bernard

Une épopée nationale est une épopée ou une œuvre similaire cherchant à exprimer l'essence ou l'esprit d'une nation particulière.
Elle peut concerner un État-nation, mais aussi simplement une ethnie ou un groupe linguistique, parfois avec des aspirations indépendantistes ou autonomistes. Les épopées nationales retracent le plus souvent les origines d'une nation, une part de son histoire ou un événement crucial dans le développement de son identité parmi d'autres symboles nationaux.
Dans une acception plus large, une épopée nationale peut aussi être une épopée dans une langue nationale dont le peuple ou le gouvernement s'y référant sont particulièrement fiers.

## Exemples d'épopées nationales
- Grèce antique : I'Iliade, l'Odyssée
- Anglo-Saxons : Beowulf
- Argentine : Facundo
- Arménie : David de Sassoun
- Chili : Martin Rivas
- États-Unis d'Amérique : Feuilles d'herbe (Leaves of Grass)
- Estonie : le Kalevipoeg
- Finlande : le Kalevala
- Lettonie : le Lāčplēsis
- Inde : le Mahâbhârata, le Rāmāyaṇa
- Sind : le Risalo
- Israël : la Tanakh
- Iran : Le Livre des Rois (Shâh Nâmeh)
- Empire malien : l'Épopée de Soundiata
- Mésopotamie : l'Épopée de Gilgamesh
- Porto Rico : États-Unis de Banana
- Empire portugais : Les Lusiades
- Rome antique : l'l'Énéide et les œuvres de la Matière de Rome
- France : La Chanson de Roland, La Franciade et les œuvres de la Matière de France
- Allemagne : la Chanson des Nibelungen
- Bretagne : les œuvres de la Matière de Bretagne
- Lorraine : Geste des Lorrains